# Майя (плеяда)
Ма́йя (др.-греч. Μαῖα — «матушка», «кормилица»; лат. Maia) — персонаж греческой и римской мифологий, одна из семи сестёр-плеяд, дочерей титана Атланта и океаниды Плейоны. Согласно греческой мифологии, Майя родила Гермеса от Зевса. Впоследствии вместе с другими сёстрами она была вознесена на звёздное небо в рассеянное звёздное скопление Плеяды.
В Риме образ греческой Майи слился с культом италийской богини Майи или Майесты. Её стали почитать в качестве жены Вулкана или матери Меркурия, она стала эпонимом месяца май. Один из античных источников идентифицирует Майю как Благую богиню.

## Греческие мифы
Самый ранний из сохранившихся источников, в которых упоминается Майя, — «Одиссея» Гомера. Здесь свинопас Евмей приносит жертвы «нимфам и Эрмию, Майину сыну»; отсюда антиковеды делают вывод, что уже в гомеровскую эпоху Майю причисляли к горным нимфам. Начиная, как минимум, с Гесиода её считали одной из семи плеяд, дочерей титана Атланта и океаниды Плейоны (Псевдо-Аполлодор называет её старшей дочерью). Согласно представлениям эллинов, Майя появилась на свет и жила в Аркадии на горе Киллена, в одной из пещер. Там её в тайне от Геры навещал Зевс, от которого Майя родила сына — Гермеса. В историческое время на горе построили храм Гермеса Килления.
Новорождённый Гермес вылез из колыбели, выкрал стада коров Аполлона, спрятал их и вернулся. Когда Аполлон при помощи гадания узнал имя вора, он пришёл на Киллену и потребовал обратно свои стада. Согласно Псевдо-Аполлодору, Майя показала Гермеса в пелёнках и сказала, что младенец не мог сделать то, в чём его обвиняют. Согласно одному из гомеровских гимнов, Майя узнала о проделках своего сына до прихода Аполлона и после не вмешивалась в разговор богов.
Имя «Майя» в древнегреческой интерпретации обозначало «матушка», «кормилица», что указывало на присущие ей функции вскармливания и воспитания. Именно этой нимфе Зевс передал своего сына Аркада после смерти его матери Каллисто. Впоследствии Майя со всеми сёстрами-плеядами была вознесена Зевсом на звёздное небо в рассеянное звёздное скопление Плеяды. По одной версии мифа, это произошло из-за того, что плеяды спасались от Ориона, по другой, они совершили коллективное самоубийство после гибели своего брата Гианта и сестёр Гиад.
Отдельно от сестёр-плеяд Майя упоминается, как правило, только как мать Гермеса. В греческой мифологии она не получила каких-либо индивидуальных черт и уникальных атрибутов.

## Римская Майя
Представления греков о Майе как возлюбленной Зевса и матери Гермеса стали частью римской культуры (здесь Зевсу и Гермесу соответствовали Юпитер и Меркурий). Майя упоминается в произведениях поэтов эпохи Августа — Вергилия, Горация, Овидия; последний называет её самой красивой из дочерей Атланта. В схолиях Мавра Сервия Гонората к «Энеиде» Вергилия матерью Майи названа Стеропа (видимо, по ошибке). Постепенно образ греческой Майи слился с образом богини плодородия Майи или Майесты, культ которой существовал в античной Италии. Римляне стали почитать Майю как мать Меркурия и супругу Вулкана, римского аналога Гефеста (Maia Vulcani). Луций Цинций Алимент, согласно Макробию, считал, что Майя стала эпонимом месяца мая; как аргумент он использовал, в частности, тот факт, что именно фламин Вулкана на майские календы (1 мая) совершал жертвоприношения Майе.
Корнелий Лабеон, по словам Макробия, идентифицировал Майю как Благую богиню. Культ этой богини в Риме имел целый ряд существенных отличий от других культов. В её храмы и в посвящённые ей мистерии допускали исключительно женщин, а настоящее имя Благой богини было табуировано. Поэтому существовало множество предположений о том, кем на самом деле является «Благая богиня». Её могли отождествлять с Фавной, Опой, Фатуей, Майей, Медеей, Семелой, Гекатой и даже Юноной. Соответственно и Майю могли отождествлять с этими богинями.
Майю объединяли с Благой богиней, по данным античных источников, дата праздника в их честь (1 мая) и связь с землёй. Майе приносили отличительную жертву земли — беременную свинью. Известно, что жертвы приносились также 15 мая в храме Меркурия, расположенном около Большого цирка в Риме. В «Аттических ночах» Авла Геллия сохранился текст молитвы, которую римляне возносили к «Майе Вулкана» и к другим божествам.
Согласно современным представлениям, Майя стала прообразом галло-римской Росмерты. Культ Майи в античную эпоху существовал не только в Риме, но и в других городах Лация, а также в Помпеях, на Делосе (там сформировалось сообщество римских купцов, называвших себя меркуриалами), в Цизальпийской и Нарбонской Галлиях.

## В искусстве и науке

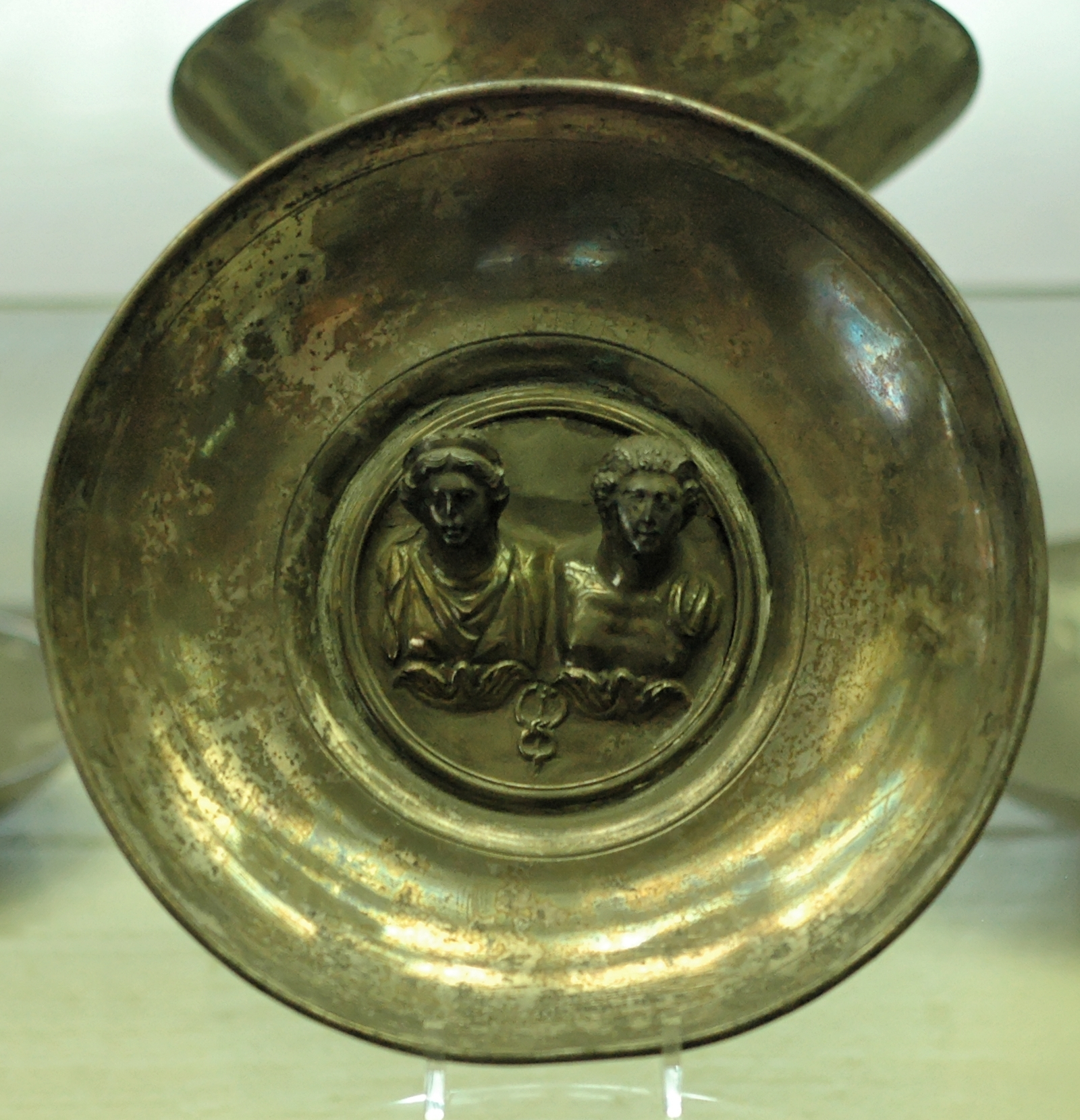
Майя и Меркурий на дне античного серебряного кубка II века н. э. Кабинет медалей, Париж

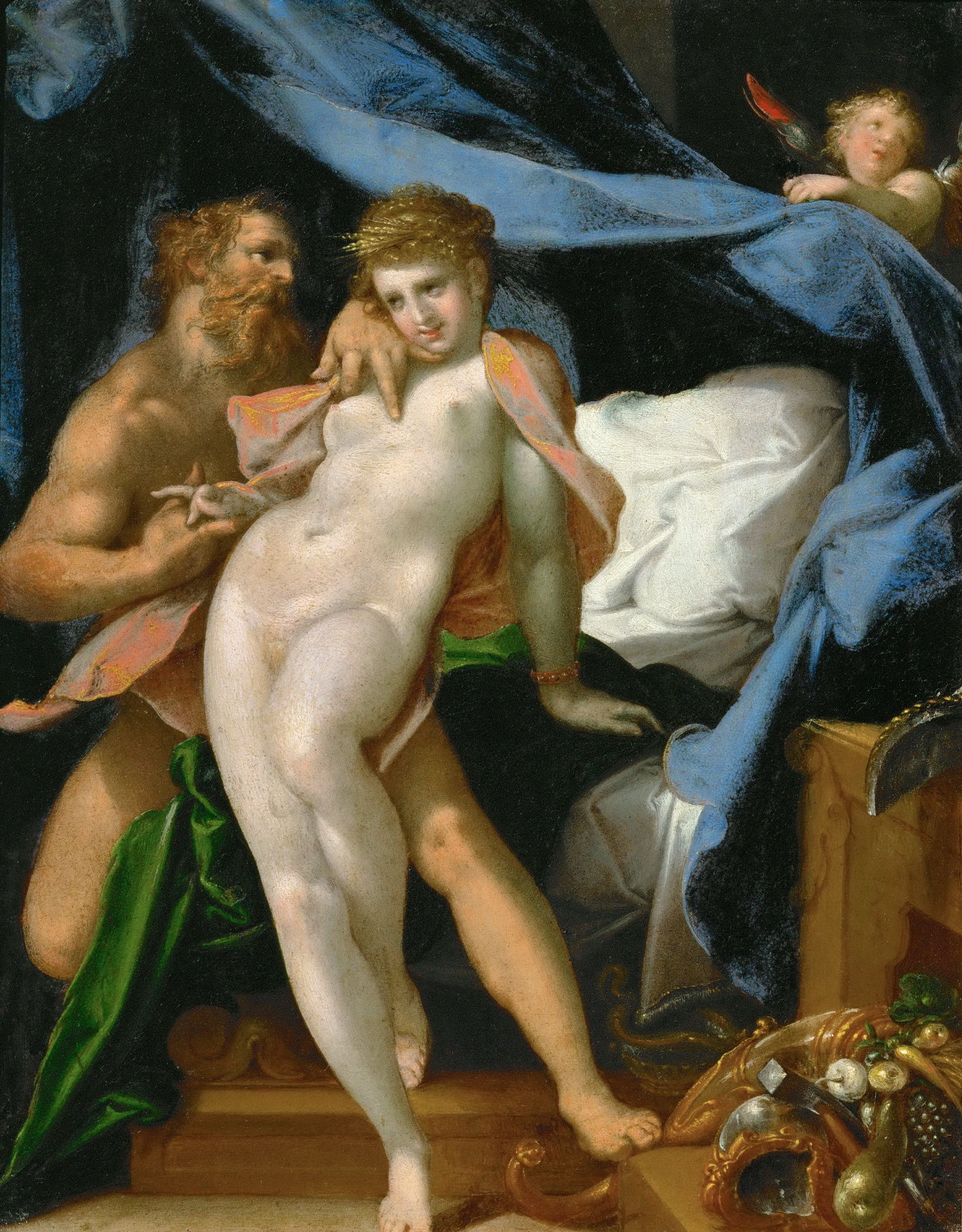
«Вулкан и Майя». Бартоломеус Спрангер, 1585 год. Музей истории искусств, Вена

Греческая Майя изображена на нескольких дошедших до наших дней античных вазах. Существует ряд изображений всех семи плеяд вместе, но на них нет имён и отсутствует какая-либо индивидуализация. Как Майю обычно идентифицируют женщину, которую рисовали рядом с Меркурием римские художники. В Новое время Майю с её супругом Вулканом изобразил фламандский живописец Бартоломеус Спрангер (1585 год).
Древние греки видели в звёздном скоплении в созвездии Тельца сестёр плеяд, которые попали на звёздное небо. Одна из звёзд получила название «Майя», которое сохраняется до сих пор. Также в честь Майи назван астероид (66) Майя, открытый в 1861 году американским астрономом Хорейсом Таттлом в Гарвардской обсерватории.